# Bandai Namco Entertainment
Bandai Namco Entertainment Inc. (en japonés: 株式会社バンダイナムコゲームスエンターテインメント, Kabushiki Gaisha Bandai Namuko Gēmusu Entāteinmento), o por sus siglas BNEI, es una empresa japonesa de desarrollo y publicación de videojuegos. La compañía también publica videos, música y otros productos de entretenimiento relacionados con sus propiedades intelectuales.
Bandai Namco Entertainment es una subsidiaria de Bandai Namco Holdings (BNHD) y se especializa en la administración y venta de videojuegos y otros productos de entretenimiento relacionados, mientras que las subsidiarias Bandai Namco Studios se especializan en el desarrollo de estos productos. Es la compañía principal de la unidad de entretenimiento (Network Entertainment Unit) de Bandai Namco Holdings.
Bandai Namco Entertainment es el resultado de una fusión en marzo de 2006 entre las divisiones de videojuegos de Namco y Bandai. Originalmente conocidos como Namco Bandai Games, la compañía pasó a llamarse Bandai Namco Games en enero de 2014. En abril de 2015, Bandai Namco Holdings cambió su nombre de división de videojuegos de Bandai Namco Games a Bandai Namco Entertainment.
Además de sus principales operaciones editoriales en Japón, Bandai Namco Entertainment publica contenido en todo el mundo a través de diferentes entidades. Bandai Namco Games America maneja publicaciones en Norteamérica; Bandai Namco Games Europe se encarga de la publicación en toda Europa; Bandai Namco Games Asia se encarga de la publicación en Asia (excepto Japón); Bandai Namco Games Australia y Bandai Namco Games New Zealand se encargan de la publicación en Oceanía. La compañía tiene su sede en Shinagawa, Tokio.

## Historia
A principios de 2005, Namco Ltd. y Bandai Co. Ltd. anunciaron planes para combinar sus operaciones. La fusión entró en vigencia el 29 de septiembre de ese mismo año. Durante los primeros seis meses, ambas compañías se mantuvieron intactas bajo el paraguas de la nueva empresa Namco Bandai Holdings.
El 31 de marzo de 2006, la división de videojuegos de Bandai se fusionó con Namco, que a su vez se convirtió en Namco Bandai Games. Namco Hometek y Bandai Games ya se habían fusionado el 2 de enero de 2006 para formar Namco Bandai Games America en los Estados Unidos.
El 1 de abril de 2008, la división de videojuegos de Banpresto fue absorbida por Namco Bandai Games. El 1 de abril de 2009, Bandai Networks, la división de telefonía móvil de Namco Bandai, se disolvió y pasó a ser parte de Namco Bandai Games.
En 2010, Namco Bandai Games ingresó a los Guinness World Records por ser la empresa que publicó la mayor cantidad de comerciales de televisión para el mismo producto, un videojuego de Nintendo DS llamado Solatorobo: Red the Hunter. Crearon 100 versiones del anuncio ya que el videojuego consta de 100 capítulos.
A principios de 2011, Namco Networks fue absorbida por Namco Bandai Games America, consolidando de manera efectiva las divisiones de desarrollo de videojuegos para consolas, dispositivos portátiles y dispositivos móviles.
El 2 de abril de 2012, Namco Bandai Games separó su división de desarrollo de videojuegos en una nueva empresa llamada Namco Bandai Studios. La creación de esta empresa se debió al interés de Namco Bandai en mejorar los tiempos de desarrollo y lograr una cohesión más estrecha entre equipos de desarrollo dispares. Contaba inicialmente con 1000 empleados, que ya eran parte de Namco Bandai.
En marzo de 2013, Namco Bandai Games fundó dos nuevos estudios de videojuegos. El primero, Namco Bandai Studios Singapore, fue creado como el "centro de desarrollo líder" de Namco Bandai en Asia y su objetivo es desarrollar contenido de videojuegos para Asia Pacífico. El segundo estudio, Namco Bandai Studios Vancouver, fue creado para focalizar el trabajo en videojuegos sociales en línea y el desarrollo de contenido de videojuegos para América del Norte y Europa. Fue establecido dentro del Centre for Digital Media (CDM). En julio de 2013, Namco Bandai Partners (NBP), que supervisó la red de distribución PAL desde septiembre de 2012, se fusionó con Namco Bandai Games Europe (NBGE) para promover la distribución y publicación en una sola empresa, conservando el nombre de esta última.
El 25 de enero de 2014, Namco Bandai Games y Namco Bandai Studios anunciaron que las compañías serían conocidas mundialmente como Bandai Namco Games y Bandai Namco Studios, respectivamente. El cambio pretendió unificar la marca internacionalmente para aumentar el "valor" y el "atractivo" del nombre. En diciembre de 2014, la compañía anunció en un comunicado de prensa que el nombre completo de la compañía se cambiaría a Bandai Namco Entertainment el 1 de abril de 2015.

## Organización

### Subdivisiones
El objetivo de Bandai Namco Entertainment (BNEI) es expandir el negocio de contenidos, mientras que el de Bandai Namco Studios (BNSI) es crear este contenido. Ambas empresas cooperan para proporcionar productos y servicios en todo el mundo.

#### Bandai Namco Entertainment
Bandai Namco Entertainment (BNEI) es la empresa central de la unidad estratégica de negocio de Contenidos de Bandai Namco, y es responsable de todos los aspectos del negocio de contenido de Bandai Namco Group, desde la creación hasta las ventas. Sin embargo, Bandai Namco Entertainment escindió sus videojuegos y desarrollo de entretenimiento relacionado con Bandai Namco Studios en abril de 2012. Como tal, Bandai Namco Entertainment es actualmente responsable de la administración, publicación y comercialización de contenido ya desarrollado, no solo de Bandai Namco Studios, sino también de desarrolladores third party.
Además de sus principales operaciones editoriales en Japón, Bandai Namco Entertainment publica contenido en todo el mundo a través de diferentes entidades. Bandai Namco Entertainment America administra las operaciones y maneja los lanzamientos en Norteamérica y supervisa las operaciones de Bandai Namco Entertainment Brazil, que opera y maneja las publicaciones en Brasil. Bandai Namco Entertainment Europe administra y supervisa las operaciones y maneja los lanzamientos en EMEA, y tiene sucursales en Francia, Italia, Grecia, Rumania, los países nórdicos, Portugal, España, Alemania, Reino Unido, Australia y Nueva Zelanda. Bandai Namco Entertainment Asia administra y supervisa operaciones y maneja lanzamientos en Asia (excepto Japón) y tiene sucursales en Malasia, Singapur, Corea, Filipinas, Taiwán y Hong Kong.

#### Bandai Namco Studios
Bandai Namco Studios (BNSI) funciona como el principal estudio de desarrollo de videojuegos de Bandai Namco Entertainment. Además de sus operaciones de desarrollo de videojuegos, Bandai Namco Studios también trabaja en otros contenidos de entretenimiento como videos y música, relacionados con sus propiedades intelectuales de videojuegos.
Además de su estudio de desarrollo central en Tokio, Japón, Bandai Namco Studios tiene divisiones de desarrollo en Singapur, que desarrolla contenido de videojuegos para Asia Pacífico, y Vancouver, Canadá (establecido en el Centre for Digital Media), que desarrolla videojuegos sociales en línea para América del Norte y Europa.

### Personas clave
- Satoshi Oshita, presidente, director representativo[1]
- Shin Unozawa, vicepresidente ejecutivo, director representativo
- Kazuya Kiyoshima, consejo de administración, director general
- Hitoshi Hagiwara, consejo de administración, director general
- Fumiya Takeno, consejo de administración
- Koichi Honda, consejo de administración
- Makoto Asanuma, consejo de administración
- Masaaki Tsuji, consejo de administración
- Masaya Nakamura, fundador
- Kevin Yanagihara, SVP producción y desarrollo

## Etiqueta Surge
Justo antes del lanzamiento de Afro Samurai a finales de 2008, la compañía anunció la etiqueta de publicación Surge. La nueva etiqueta fue un intento de crear una identidad separada para la compañía, dirigida a un público occidental que deseaba temas más maduros en el contenido de los videojuegos, como Naruto: Uzumaki Chronicles. Después del lanzamiento de Afro Samurai, los primeros materiales de prensa indicaban que Dead to Rights: Retribution y Splatterhouse también se publicarían con la etiqueta Surge, pero ninguno de los videojuegos finalmente lo hizo; ambos fueron publicados con una etiqueta retro de Namco para reflejar el legado de sus series de videojuegos.

## Videojuegos publicados
- Anexo:Videojuegos de Bandai Namco
- Saga Pac-Man
- Pac-Land
- Pac-Land 2
- Dark Escape 3-D y 4-D
- Saga Dragon Ball
- Saga Super Smash Bros (En colaboración con Nintendo)
- Saga Street Fighter (En colaboración con Capcom)
- Saga Tekken
- Saga Naruto
- Digimon
- Saga Dark Souls
- Little Nightmares III
- Saga The Dark Pictures Anthology
- Saga Soul Calibur